# Клан Браун

Герб вождів клану Браун.

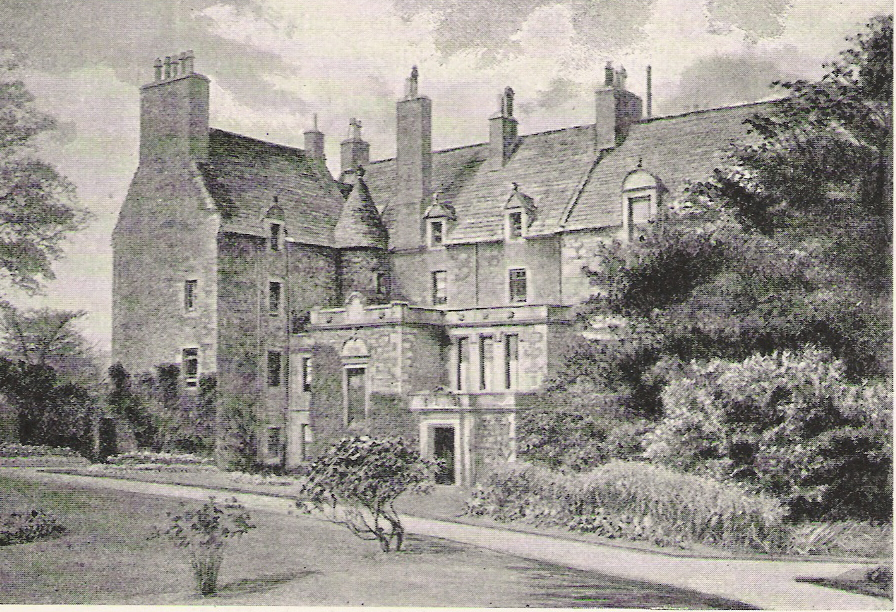
Замок Брунтсфілд. Малюнок 1897 року.

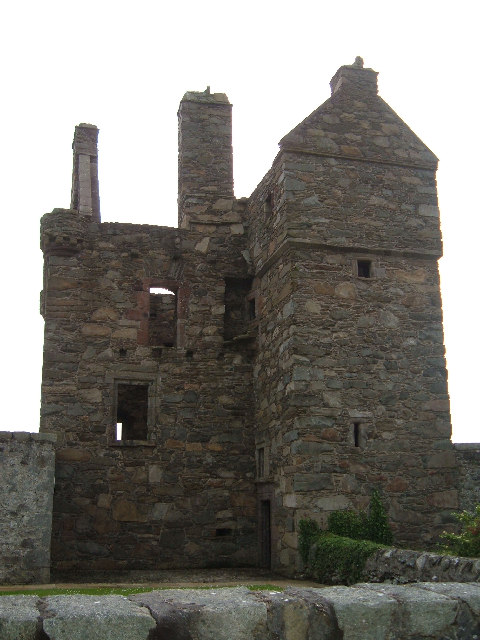
Замок Карлслуйх.

Клан Браун (шотл. - Clan Broun, Clan Brown) – клан Броун – один з рівнинних шотландських кланів.  Гельські назви цього клану: клан а Брюхайнн (гельск. - Clan Mac a' Bhriuthainn) та клан МакІлледуйнн (гельск. - Clan MacIlledhuinn). Клан володів землями в східному Лотіані.
Гасло клану: Floreat Magestas – Нехай процвітає величність (лат.)
Вождь клану: Сер Вайн Браун Колстоун (шотл. - Sir Wayne Broun Colstoun) – XIV баронет Колстаун
Резиденція вождя: Замок Колстоун біля Гаддінгтона, що в східному Лотіані (шотл. - Colstoun House near Haddington, East Lothian)
Історичний центр клану: замок Карлслуйх (шотл. - Carsluith Castle)

## Історія клану Браун
Прізвище Браун – «коричневий» - дуже поширене прізвище в Шотландії та в Ірландії. Такі прізвища давали багатьом шотландським та ірландським сім’ям в часи заборони гельської мови і гельських прізвищ. Проте, шотландські історики стверджують, що назва клану Браун має давнє походження і давні коріння. У давніх кельтських королівствах в Шотландії та в Ірландії судді називалися брегони (гельск. – brehon). І саме від цього слова походить назва клану.
У рівнинній Шотландії, зокрема в східному Лотіані, клан Браун був досить відомим кланом у XII столітті. Сер Девід Ле Брун (гельск. - Sir David Le Brun) згадується в документах абатства Голіруд. Сер Девід Ле Брун подарував абатству землі, брав участь у закладці фундаменту будівель абатства і просив, щоб священики цього абатства молились за здоров’я його сина. Ця подія відбулась у 1128 році.
Клан Браун Колстоун був відомий королям Шотландії та Франції і був удостоєний милостей від цих королівських родин. Герб вождя клану Браун Колстоун прикрашають три золоті лілії королів Франції. Вожді клану Браун були споріднені династичними шлюбами з іншими кланами Шотландії.
У XVII столітті під час громадянської війни на Британських островах сер Джон Браун Форделл командував армією роялістів під час битви під Інверкітінг у 1651 році. Патрік Браун Колстоун отримав титул баронета Нової Шотландії у 1686 році.

## Замки клану Браун
- Замок Брунтсфілд — збудований на землі Бург Муйр (гельск. - Burgh Muir), що була подарована клану Браун королем Шотландії Робертом II у 1381 році. Проте є відомості, що ще у 1306 році ця земля належала клану Браун і там були якісь споруди. Потім замок належав серу Олександру Лаудеру Бліт. Цей замок був приданим для кожної наступної нареченої з родини Лаудер Галтаун протягом 226 років. У 1603 році замок купив Джон Ферлі Брайд. Він значно перебудував замок. Його правнук – Вільям Ферлі продав замок Джону Воррендеру Лохенду у 1695 році. У XX столітті замок перейшов у власність держави, там розміщувалась школа, замок охороняється, як пам’ятка історії.
- Замок Карлслуйх – у давні часи належав клану Кернс. У 1460 році перейшов у власність Джеймса Ліндсея. Він значно розбудував замок. Його син Герберт Ліндсей загинув у 1513 році під час війни і замок перейшов до його дочки, а потім після шлюбу до Річарда Брауна. Клан Браун значно перебудував замок. В той час клан Браун дотримувався католицтва і ворогував з протестантським кланом МакКаллох. Син Річарда Брауна Джон був оштрафований на 40 фунтів стерлінгів за те, що не з’явився на суд, де його звинувачували у вбивстві лерда Барголма МакКаллоха. Інший нащадок Річарда – Гілберт Браун Карлслуйх  служив останнім настоятелем в абатстві Світерт, біля Дамфісу. Його було звинувачено в тому, що він переховує єзуїтів і взагалі симпатизує католикам. Його заарештували, відправили у вигнання. Жив у Франції, став ректором шотландського коледжу в Парижі, помер у 1612 році. Володарі замку виїхали жити в Індію в 1748 році. Замок нині є під опікою Історичного товариства Шотландії.